# Ariernachweis

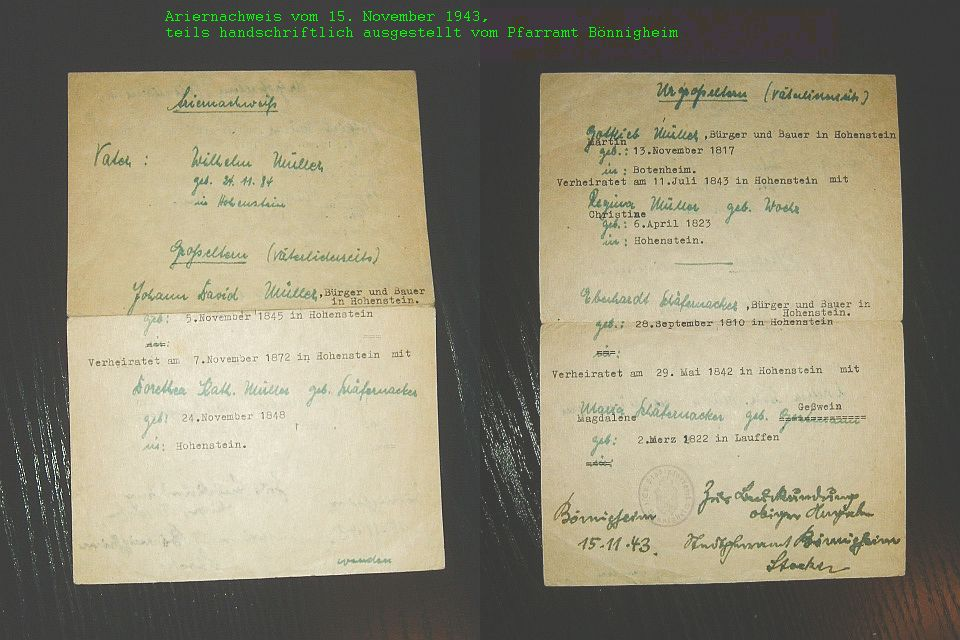
Un Ariernachweis de 1943.

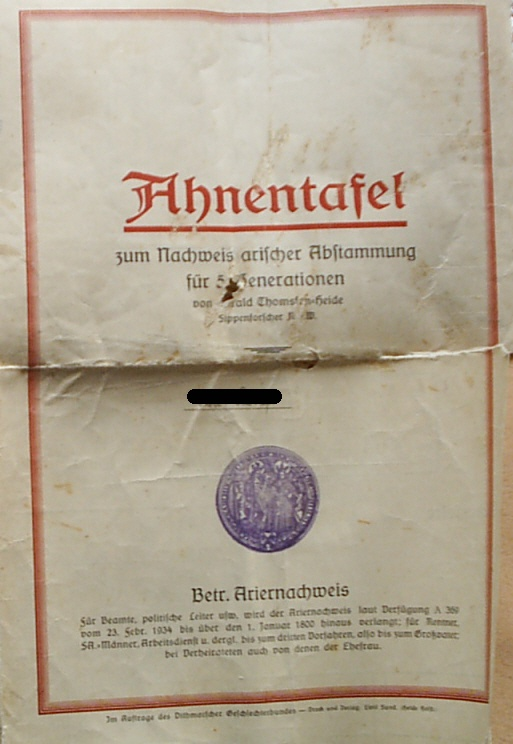
Ahnentafel usado como Ariernachweis.

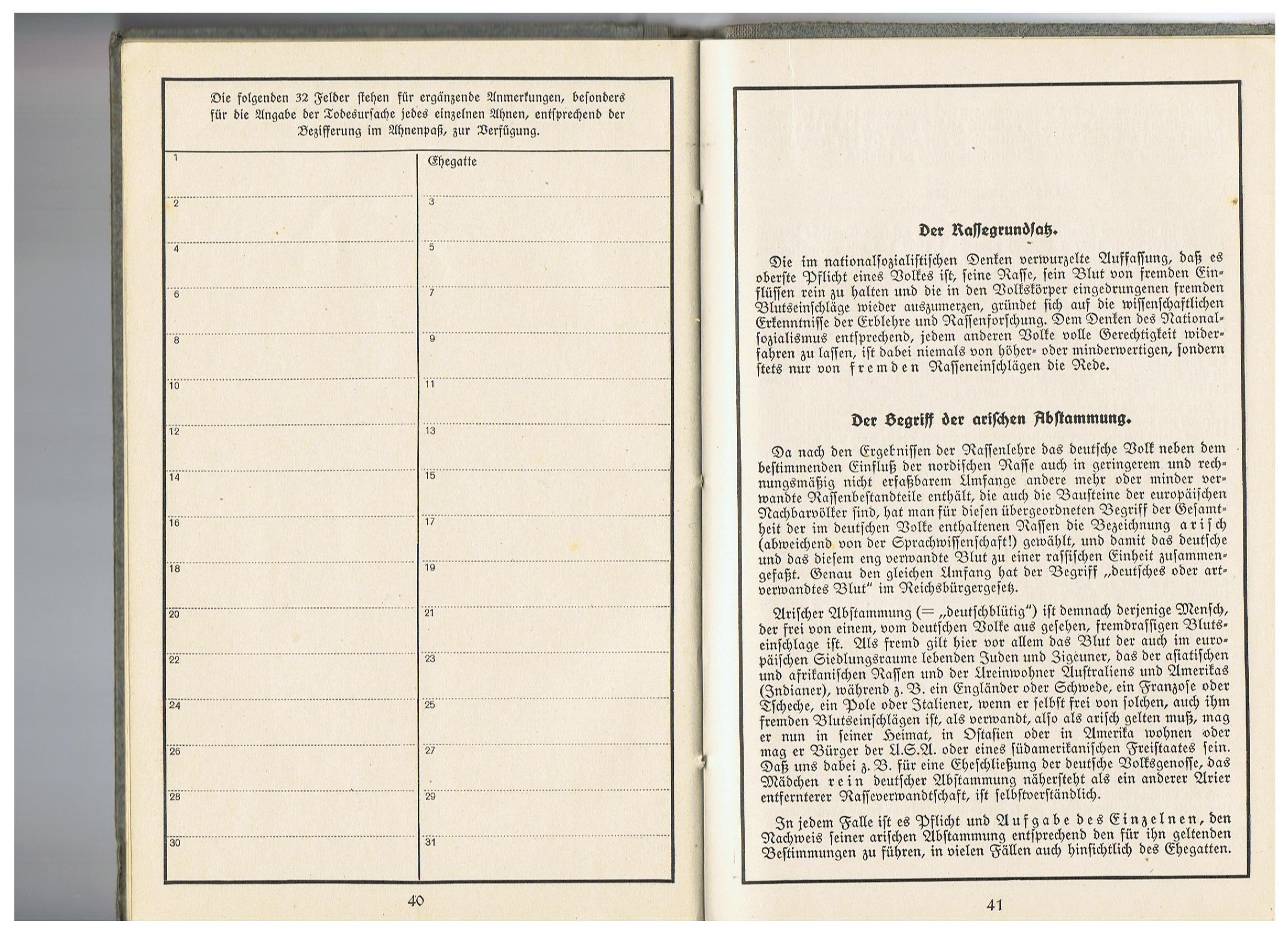
Página 41 de un Ahnenpaß: «El principio racial/El concepto de ascendencia aria» («un inglés ... o checo, un polaco ... similar a un ario»).

En el Tercer Reich, el «certificado ario» (en alemán: Ariernachweis) era un documento que probaba que una persona era miembro de la raza aria. A partir de abril de 1933, se requería para todos los empleados y funcionarios del sector público, así como en la educación, de acuerdo con la Ley para la Restauración de la Función Pública (Gesetz zur Wiederherstellung des Berufsbeamtentums). También era un requisito indispensable para convertirse en ciudadano del Reich, para aquellos que eran de sangre alemana o afines (arios) y querían convertirse en ciudadanos del Reich después de la aprobación de las leyes de Núremberg (Nürnberger Gesetze) en 1935. Se consideraba que un «sueco o inglés, francés o checo, polaco o italiano» estaba relacionado, es decir, con los «ario».  Después de un decreto en 1936 del gabinete de Hitler, los Iraníes también podrían ser considerados arios de sangre pura.  

## Antecedentes
El término ario era utilizado para este certificado en un sentido ampliamente aceptado en el racismo científico de la época, que asumió una raza caucásica que estaba subdividida en subrazas semíticas, hamíticas y arias (japéticas), esta última correspondiente a la familia de lenguas indoeuropeas; la ideología nazi limitaba la categoría aria a ciertos subgrupos, mientras que excluía a los eslavos como no arios. Sin embargo, el objetivo principal de facto era crear una amplia elaboración de perfiles basada en datos raciales.
La investigación del linaje no era obligatoria, ya que era una tarea importante investigar los documentos originales para el nacimiento y el matrimonio. Muchos seguidores nazis ya habían comenzado a investigar su linaje incluso antes de que la ley lo exigiera (poco después de que el NSDAP tomara el poder el 30 de enero de 1933).

## Tipos
Había dos tipos principales: 
- El Kleiner Ariernachweis (certificado ario menor) fue uno de los siete certificados de nacimiento o bautismo (o una combinación de ambos) de la persona, sus padres y abuelos y tres certificados de matrimonio (padres y abuelos) o pruebas certificadas de estos: 
  - Ahnenpaß, un documento legal de identidad.
  - Ahnentafel, una tabla de genealogía certificada.
- Se requería un Großer Ariernachweis (certificado ario mayor) para cumplir con los requisitos de la Reichserbhofgesetz («ley del patrimonio de la tierra») y ser miembro del NSDAP. Este certificado debía rastrear el linaje familiar hasta 1800 (hasta 1750 para los oficiales de las SS). De acuerdo con la regulación especialmente estricta de esta ley, que incluía el objetivo de preservar la pureza de la sangre alemana,[4] solo aquellos elegibles podían probar (desde el 1 de enero de 1800) que «ninguno de sus antepasados paternos ni maternos tenían sangre judía o de color».[5]

## Ahnenpaß

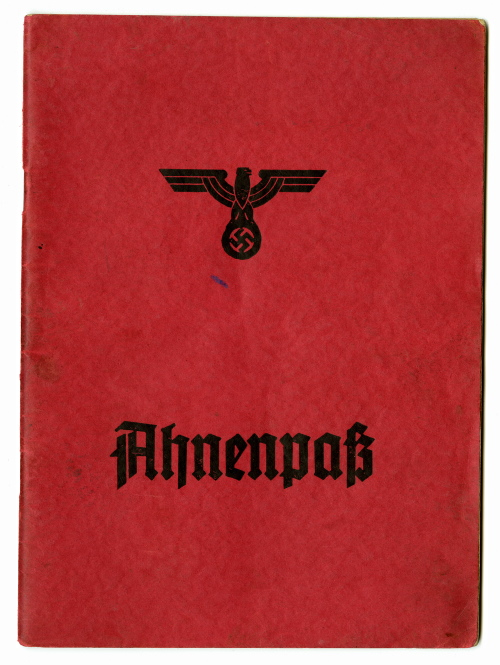
Ahnenpaß con el «águila imperial» del NSDAP (Parteiadler).

El Ahnenpaß  (literalmente, «pasaporte del ancestro») documentaba el linaje ario de ciudadanos del Tercer Reich. Era emitido por la Asociación de Registradores de Matrimonio del Reich en Alemania (Reichsverband der Standesbeamten en Deutschland e. V.).
Una ley importante que se promulgó el 7 de abril de 1933 (después de la asunción del poder nazi) era la Ley para la Restauración de la Función Pública, que requería que todos los servidores públicos fueran de ascendencia aria. Sin embargo, la ley no definió el término «ario» y el 11 de abril se emitió una regulación posterior como el primer intento legal del Tercer Reich para definir quién era y quién no era judío. Los alemanes que aspiraban al documento tenían que demostrar que eran de ascendencia aria. El Ahnenpaß podría entregarse a ciudadanos de otros países, con la condición de que fueran de «sangre alemana» y en ese documento se declaraba que los arios podían ubicarse «donde sea que vivan en el mundo»   La Reichsgesetzblatt no usó la frase «de sangre alemana», sino que la terminología «sangre alemana o racialmente relacionada».
Aquellos polacos, checos y otros de minorías alemanas que tenían la ciudadanía de otros países también eran conocidos como Volksdeutsche. Los polacos étnicos, los checos y otros eslavos no alemanes no fueron considerados arios por el Tercer Reich Los nazis consideraron inaceptable una definición de ario que incluía a todos los europeos no judíos; el Comité de Expertos en Cuestiones de Población y Política Racial incluyó una definición de ario como alguien que está «tribalmente» relacionado con la «sangre alemana».
El decreto de implementación siguió la tendencia prenazi encontrada en el llamado «párrafo ario» y, según, la parte pertinente:

Als nicht arisch gilt, wer von nicht arischen, insbesondere jüdischen Eltern oder Großeltern abstammt. Es genügt, wenn ein Elternteil oder ein Großelternteil nicht arisch ist. Dies ist insbesondere dann anzunehmen, wenn ein Elternteil oder ein Großelternteil der jüdischen Religion angehört hat.
Cualquier persona que descienda de personas no arias, especialmente de padres o abuelos judíos, se considera no aria. Es suficiente si uno de los padres o abuelos no es ario. Esto es particularmente de suponer si uno de los padres o un abuelo pertenecía a la religión judía.

Los campos aplicables se ampliaron más tarde bajo diferentes leyes para incluir abogados, maestros, médicos y finalmente exigieron un linaje ario comprobado para asistir a la escuela secundaria o casarse. Por lo general, el linaje se investigó dos generaciones atrás. El Ahnenpaß costaba 0.6 Reichsmarks. El Ahnenpaß no era registro público; el documento se mostraba donde se requería y se devolvía al portador.
Como resultado, la investigación genealógica floreció particularmente en Alemania durante el Tercer Reich. La oposición clerical ayudó a muchas personas perseguidas racialmente al proporcionarles pasaportes falsos como un documento personal necesario para la supervivencia.

## Relevancia legal en la actualidad
Entre otros documentos, el certificado ario todavía es reconocido hoy por las autoridades alemanas como prueba de nacionalidad, ya que contiene datos oficiales sobre nacimiento y matrimonio que se consideran un sustituto de los documentos originales correspondientes. 